# Китен (нос)
Вижте пояснителната страница за други значения на Китен.
Носът Китен (на английски: Kiten Point) е морски нос от южната страна на входа в залива Чудомир на канал Принц Густав на море Уедъл. Разположен на югоизточния бряг на полуостров Тринити, 4.3 км югозападно от нос Пит, 7.56 км югоизточно от връх Рийс, и 7.15 км северозападно от нос Ларгелиус на остров Джеймс Рос.
Координатите му са: 63°52′55″ ю. ш. 58°26′08″ з. д. / 63.881944° ю. ш. 58.435556° з. д..
Наименуван е на град Китен в Югоизточна България. Името е официално дадено на 3 юни 2010 г.
Британско-немско картографиране от 1996 г.

## Карти
- Trinity Peninsula Архив на оригинала от 2015-09-23 в Wayback Machine.. Scale 1:250000 topographic map No. 5697. Institut für Angewandte Geodäsie and British Antarctic Survey, 1996.